# Xavier Tillman
Xavier Tillman Sr. (* 12. Januar 1999 in Grand Rapids, Michigan) ist ein US-amerikanischer Basketballspieler, der seit Februar 2024 bei den Boston Celtics in der National Basketball Association (NBA) spielt. Tillman ist 2,03 Meter groß und läuft meist als Center auf. Er spielte als Student für die Michigan State Spartans. Er wurde im NBA-Draft 2020 von den Sacramento Kings an fünfter Stelle in der zweiten Runde ausgewählt, jedoch sofort an die Memphis Grizzlies abgegeben.

## Schulzeit
In seiner Freshman-Saison an der Forest Hills Central High School in Grand Rapids (Bundesstaat Michigan) erzielte er durchschnittlich 13,8 Punkte, 7,0 Rebounds und 4,2 Blocks je Begegnung. Als Sophomore erzielte er im Durchschnitt 15,5 Punkte, 9,7 Rebounds und führte damit seine Mannschaft ins Halbfinale der regionalen Meisterschaft und zu 23 Siegen bei lediglich einer Niederlage. Für diese Leistung wurde er ins Detroit Free Press Class A All-State First Team berufen.
Im Sommer 2015 gab Tillman bekannt, dass er aufgrund des Mangels an kultureller Vielfalt und seinem Verlangen, sich schulisch umzuorientieren, an die Grand Rapids Christian High School wechseln wollte. Sein Beschluss entfachte einen Rechtsstreit zwischen seinen Eltern, sein Vater unterstütze seinen Schulwechsel, während seine Mutter wollte, dass er an der Forest Hills Central bleibt. Schlussendlich wurde sein Wechsel im August zugelassen, jedoch durfte er aufgrund der Transferregeln der Michigan High School Athletic Association (MHSAA) in seinem ersten Semester nicht spielen, seine Beschwerde wurde abgelehnt. In dem Teil seiner Junior-Saison, in welchem er spielen durfte, erzielte Tillman durchschnittlich 16 Punkte, 10,4 Rebounds und 2,9 Assists mit einer Wurfquote von 62 Prozent. Als Senior erzielte er durchschnittlich 13,9 Punkte, 10,9 Rebounds, 5,2 Assists und 4,2 Blocks und führte seine Schulmannschaft bis in das Class A State Meisterschaftsspiel. Nach Abschluss der Saison wurde er unter den Finalisten für den Mr. Basketball des Bundesstaats Michigan genannt und wurde in das Associated Press Class A First-Team All-State berufen.
Am 30. September 2016 gab Tillman bekannt, ein Stipendiumsangebot der Michigan State University angenommen zu haben.

## College
Tillman gab am 10. November 2017 sein Debüt für Michigan State. Er erzielte vier Punkte und drei Rebounds und verhalf den Spartans damit zu einem 98:66-Sieg gegen die North Florida Ospreys. Am 18. März 2018 erzielte Tillman mit 12 Rebounds einen neuen Karrierebestwert in dieser Kategorie, verlor mit seiner Mannschaft trotzdem 53:55 gegen Syracuse Orange in der zweiten Runde des NCAA-Turniers. In seiner Freshman-Saison erzielte er in 35 Spielen durchschnittlich 2,8 Punkte, 2,6 Rebounds und 0,7 Blocks pro Spiel.
Im dritten Spiel seiner Sophomore-Saison holte Tillman mit 11 Punkten und 13 Rebounds das erste Double-Double seiner Karriere und verhalf den Spartans damit zu einem 80:59-Sieg gegen die ULM Warhawks. Am 20. Februar legte Tillman 19 Punkte (Karrierebestwert) und 10 Rebounds auf und half den Spartans damit zu einem 71:60-Sieg gegen die Rutgers Scarlet Knights. Nach Abschluss der Saison wurde Tillman zum Big Ten Conference Sixth Player of the Year ernannt. Am 31. März 2019 stellte er in der Elite Eight des NCAA-Turniers mit 19 Punkten seinen Karrierebestwert ein, holte außerdem neun Rebounds und führte die Spartans damit zu einem 68:67-Sieg gegen die erstplatzierten Duke Blue Devils.
In seiner Junior-Saison erzielte Tillman am 18. November 2019 mit 21 Punkten einen neuen Karrierebestwert, er holte außerdem 10 Rebounds und führte Michigan State damit zu einem 94:46-Sieg gegen die Charleston Southern University. Am 11. Februar kam Tillman auf 17 Punkte sowie 11 Rebounds und erzielte bei 6,6 verbleibenden Sekunden einen Dunking. Durch diesen siegbringenden Treffer verhalf er den Spartans zu einem 70:69-Sieg gegen Illinois. Am Ende der Saison wurde Tillman in das All-Big Ten Second Team berufen und zum Big Ten Defensive Player of the Year ernannt. Als Junior erzielte Tillman durchschnittlich 13,7 Punkte, 10,4 Rebounds und 2,1 Blocks pro Spiel. Nach Schluss der Saison gab Tillman seine Absicht bekannt, sich für den NBA-Draft 2020 anzumelden.

## Professionelle Karriere
Im NBA-Draft 2020 wurde Tillman von den Sacramento Kings an 35. Stelle ausgewählt, jedoch sofort zu den Memphis Grizzlies transferiert. Im Februar 2024 kam er im Rahmen eines Tauschgeschäfts zu den Boston Celtics. Im Juni 2024 wurde er mit Boston NBA-Meister.

## Karriere-Statistiken

### NBA

#### Hauptrunde
| Saison  | Team             | GP  | GS | MPG  | FG % | 3P % | FT % | RPG | APG | SPG | BPG | PPG |
| ------- | ---------------- | --- | -- | ---- | ---- | ---- | ---- | --- | --- | --- | --- | --- |
| 2020–21 | Memphis          | 59  | 12 | 18.4 | .559 | .338 | .642 | 4.3 | 1.3 | 0.7 | 0.6 | 6.6 |
| 2021–22 | Memphis          | 53  | 2  | 13.2 | .454 | .204 | .648 | 3.0 | 1.2 | 0.9 | 0.3 | 4.8 |
| 2022–23 | Memphis          | 61  | 29 | 19.3 | .614 | .267 | .551 | 5.0 | 1.6 | 1.0 | 0.5 | 7.0 |
| 2023–24 | Memphis / Boston | 54  | 15 | 18.0 | .434 | .247 | .440 | 3.9 | 1.4 | 0.9 | 0.8 | 5.3 |
| 2024–25 | Boston           | 33  | 2  | 7.0  | .245 | .156 | .750 | 1.3 | 0.2 | 0.3 | 0.2 | 1.0 |
| Gesamt  | Gesamt           | 260 | 60 | 16.0 | .509 | .252 | .577 | 3.8 | 1.2 | 0.8 | 0.5 | 5.3 |

#### Play-offs
| Saison  | Team    | GP | GS | MPG  | FG % | 3P %  | FT %  | RPG | APG | SPG | BPG | PPG |
| ------- | ------- | -- | -- | ---- | ---- | ----- | ----- | --- | --- | --- | --- | --- |
| 2020–21 | Memphis | 3  | 0  | 6.0  | .200 | .000  | —     | 1.0 | 0.3 | 0.3 | 0.0 | 0.7 |
| 2021–22 | Memphis | 9  | 6  | 15.4 | .720 | .500  | .500  | 3.3 | 0.7 | 0.7 | 0.1 | 4.4 |
| 2022–23 | Memphis | 6  | 6  | 30.5 | .533 | .250  | .600  | 8.0 | 3.2 | 0.7 | 0.7 | 8.7 |
| 2023–24 | Boston  | 8  | 0  | 8.6  | .625 | 1.000 | 1.000 | 1.8 | 0.4 | 0.4 | 0.4 | 1.5 |
| 2024–25 | Boston  | 1  | 0  | 8.0  | .250 | .000  | —     | 3.0 | 0.0 | 0.0 | 0.0 | 2.0 |
| Gesamt  | Gesamt  | 27 | 12 | 15.4 | .563 | .300  | .583  | 3.6 | 1.1 | 0.5 | 0.3 | 4.0 |

### College
| Saison  | Team           | GP  | GS | MPG  | FG % | 3P % | FT % | RPG  | APG | SPG | BPG | PPG  |
| ------- | -------------- | --- | -- | ---- | ---- | ---- | ---- | ---- | --- | --- | --- | ---- |
| 2017–18 | Michigan State | 35  | 0  | 8.7  | .650 | –    | .656 | 2.6  | 0.3 | 0.3 | 0.7 | 2.8  |
| 2018–19 | Michigan State | 39  | 14 | 24.0 | .605 | .296 | .732 | 7.3  | 1.6 | 0.9 | 1.7 | 10.0 |
| 2019–20 | Michigan State | 31  | 31 | 32.1 | .550 | .260 | .667 | 10.3 | 3.0 | 1.2 | 2.1 | 13.7 |
| Gesamt  | Gesamt         | 105 | 45 | 21.3 | .582 | .273 | .695 | 6.6  | 1.6 | 0.8 | 1.5 | 8.7  |